# Азербайджанфільм
Азербайджанфільм ім. Джафара Джабарли (азерб. Azərbaycanfilm) — азербайджанська кіностудія художніх, документальних і анімаційних фільмів. Заснована в 1920 році в Баку при Наркомосі республіки. Спочатку називалася Азербайджанське фото-кіноуправленіе в 1923—1926, «Азгоскіно» (1926—1930), «Азеркіно» (1930—1934). «Азгоскінпром» (1934), «Азерфільм» (1935—1939), «Бакинська кіностудія» (1939—1959). З 1960 року — «Азербайджанфільм» ім. Дж. Джабарли.
У різні часи на кіностудії знімалися такі відомі фільми, як «Двадцять шість комісарів», «Аршин Мал-Алан», «Будинок на вулкані», «Не бійся, я з тобою!», «Сабухі», «Севіль», Документальний «Підкорювачі моря», «Допит», «Перед зачиненими дверима», «Інше життя» «Чортик під лобовим склом», «Приватний візит у німецьку клініку» та інші.

## Фільмографія
(неповна)
- «Будинок на вулкані» (1929)
- «Севіль» (1929)
- «Ісмет» (1934)
- «Сабухі» (1941)
- «Фаталі-хан» (1947)
- «Чорні скелі» (1956)
- «Так народжується пісня» (1957)
- «Пачка «Казбека»» (1958)
- «Тіні повзуть» (1958)
- «Таємниця однієї фортеці» (1959)
- «Чи можна його пробачити?» (1959)
- «Пригоди мулли» (1960)
- «Маттео Фальконе» (1960)
- «Дивна історія» (1960)
- «Ранок» (1960)
- «Наша вулиця» (1961)
- «Велика опора» (1962)
- «Я буду танцювати» (1962)
- «Де Ахмед?» (1963)
- «Є і такий острів» (1963)
- «Життя хороша штука, брате!» (1966)
- «Чорнушка» (1966)
- «Земля. Море. Вогонь. Небо» (1967)
- «Людина кидає якір» (1967)
- «Красунею я не була» (1968)
- «Я пам'ятаю тебе, вчителю» (1969)
- «Хліб порівну» (1969)
- «У цьому південному місті» (1969)
- «Світильник матері» (1970)
- «Ритми Апшерону» (1970)
- «Зірки не гаснуть» (1971)
- «Останній перевал» (1971)
- «Життя випробовує нас» (1972)
- «Стара черешня» (1972)
- «Фламінго, рожевий птах» (1972)
- «Щастя вам, дівчатка!» (1973)
- «Твоя перша година» (1973)
- «Месник з Гянджабасара» (1974)
- «Слідами Чарвадарів» (1974)
- «Сторінки життя» (1974)
- «Тисяча перша гастроль» (1974)
- «Світло згаслих багать» (1975)
- «Фірангіз» (1975)
- «Чотири неділі» (1975)
- «Якщо ми разом» (1975)
- «Мезозойська історія» (1976)
- «Незвичайне полювання» (1976)
- «Удар в спину» (1977)
- «Гаріб в країні Джинів» (1977)
- «Іду на вулкан» (1977)
- «Оаза у вогні» (1978)
- «Ювілей Данте» (1978)
- «Перервана серенада» (1979)
- «Хочу зрозуміти» (1980)
- «Його бідова любов» (1980)
- «Дорожня пригода» (1980)
- «Післязавтра, опівночі» (1981)
- «Шкатулка з фортеці» (1982)
- «Асіф, Васіф, Агасіф» (1983)
- «Пора сідлати коней» (1983)
- «Парк» (1983)
- «Хочу одружитися» (1983)
- «Вкрали нареченого» (1985)
- «Легенда Срібного озера» (1985)
- «Сурейя» (1987)
- «Чоловіче слово» (1987)
- «Чортик під лобовим склом» (1987)
- «Дуже нудна історія» (1988)
- «Злітна смуга» (2005)